# Tipificación multilocus de secuencias
La tipificación multilocus de secuencias (en inglés Multilocus sequence typing, MLST) es una técnica genética para la caracterización taxonómica de bacterias y microorganismos. El procedimiento caracteriza muestras de especies microbianas mediante la secuenciación de ADN de fragmentos internos de varios (habitualmente siete) genes de mantenimiento. Se utilizan fragmentos internos de cada gen de entre 450 y 500 pares de bases, cuyas secuencias son obtenidas con exactitud mediante el uso de secuenciadores automáticos de ADN. Se le asigna un número particular de alelo a cada secuencia única que se encuentre en un gen de mantenimiento de una especie.  Cada muestra se caracteriza por las secuencias únicas de alelos en cada uno de los siete loci, lo cual constituye su perfil alélico o tipo de secuencia (en inglés sequence type, ST). El primer esquema MLST fue desarrollado para la bacteria Neisseria meningitidis, el agente causal de la meningitis meningocócica y de la septicemia.

## Principios de la MLST
La MLST mide directamente los cambios en la secuencia de una serie de genes de mantenimiento y caracteriza cepas mediante sus perfiles alélicos únicos. El principio de la MLST es sencillo: la técnica consiste en amplificación mediante PCR seguida de la secuenciación del ADN. Se pueden rastrear las diferencias en nucleótidos entre cepas en un número variable de genes en función del nivel de discriminación que se desee.
El flujo de trabajo de la MLST implica: 
1. recolección de los datos,
2. análisis de los datos y
3. análisis multilocus de las secuencias. En la primera parte, la identificación definitiva de las variaciones es obtenida mediante la determinación de las secuencias de nucleótidos de los fragmentos génicos. En el análisis de los datos todas las secuencias únicas reciben números de alelo y son combinadas en perfiles alélicos y asignadas a tipos de secuencia (ST). Si aparecen alelos y ST nuevos, son almacenados en las bases de datos tras su verificación. En la última parte de la MLST se establece el parentesco de las muestras mediante la comparación de los perfiles alélicos. En investigación se realizan estudios epidemiológicos y filogenéticos mediante la comparación de los tipos de secuencia (ST) de distintos complejos clonales. Durante el proceso de identificación y secuenciado se producen grandes cantidades de datos de manera que se hacen necesarias técnicas bioinformáticas para establecer, manejar, analizar y unir la totalidad de los datos biológicos.

En los laboratorios se suelen usar de siete a ocho genes de mantenimiento para alcanzar un equilibrio entre una capacidad aceptable de identificación, y el coste y la duración de la tipificación de las cepas. Por  ejemplo, en el caso de Staphylococcus aureus se emplean siete genes de mantenimiento en la tipificación MLST. Estos genes incluyen los de la carbamato kinasa (arcC), la siquimato deshidrogenasa (aroE), la glicerol quinasa (glpF), la guanilato quinasa (gmk), la fosfato-acetiltransferasa (pta), la triosefosfato isomerasa (tpi) y la acetil coenzima A acetiltransferasa (yqiL) según se especifica en la página web de la MLST. En cualquier caso, no es raro que se usen hasta diez genes de mantenimiento. Los genes empleados para Vibrio vulnificus son los de la glucosa-6-fosfato isomerasa (glp), la ADN girasa, la subunidad B (gyrB), la treonina deshidrogenasa (dtdS), la diaminopimelato decarboxylasa (lysA), la subunidad alfa de la transhidrogenasa (pntA), la dihidrorrotasa (pyrC) y la triptofanasa (tnaA). El número y clase de genes de mantenimiento indagados por la MLST puede variar de especie a especie.
Para cada uno de estos genes de mantenimiento se asignan como alelos las diferentes secuencias y los alelos en los loci constituyen un perfil alélico. Una serie de perfiles puede entonces pasar a constituir el indicador de identificación para la tipificación de cepas. Se asignan a distintos alelos las secuencias que difieren incluso en un solo nucleótido y no se pondera en base al número de nucleótidos de diferencia entre los alelos, ya que no puede distinguirse si las diferencias en múltiples sitios de nucleótido son el resultado de múltiples puntos de mutación o de un único intercambio recombinatorio. Un número grande de alelos potenciales en cada uno de los locus proporciona la capacidad de distinguir miles de millones de perfiles alélicos diferentes. La acumulación de cambios en los nucleótidos de los genes de mantenimiento es un proceso relativamente lento y los perfiles alélicos de las muestras bacterianas es lo suficientemente estable para resultar ideal para la epidemiología global, sin menoscabo de la gran capacidad de discriminación que la MLST proporciona.
El parentesco de las muestras es representado mediante un dendrograma construido usando la matriz de diferencias pareadas entre sus perfiles alélicos. Solo tiene utilidad representar el dendrograma en los casos en los que las muestras tienen perfiles alélicos idénticos o muy similares, tales que puede asumirse que provienen de un ancestro común; las relaciones entre muestras que difieren en más de tres de siete loci pueden ser engañosas y no deberían ser tenidas en cuenta para inferir su filogenia[cita requerida].  

## Bases de datos
Las bases de datos de MLST contienen las secuencias de los alelos de referencia y los tipos de secuencia para cada organismo, además de información sobre las muestras epidemiológicas. Las páginas web incorporan aplicaciones de consulta y de análisis que permiten a quienes las usan el consultar las secuencias alélicas y los tipos de secuencia. La MLST es una herramienta ampliamente usada en investigación y trabajos de salud pública.
La mayoría de las bases de datos de MLST son albergadas por dos servidores web actualmente emplazados en el Imperial College de Londres y en la Universidad de Oxford.
Las bases de datos albergadas en cada sitio son diferentes y establecen secuencias alélicas de referencias específicas para los organismos y listas de los tipos de secuencia para los organismos individuales.